# Podveky
Podveky (dříve Podvěky, německy Podwek) jsou obec v okrese Kutná Hora ve Středočeském kraji. Žije zde 210 obyvatel. Součástí obce jsou i vesnice Ježovice, Útěchvosty a Zalíbená. Ve vzdálenosti patnáct kilometrů leží jihozápadně město Vlašim, 22 kilometrů západně město Benešov, 25 kilometrů severovýchodně město Kutná Hora a 27 kilometrů severovýchodně město Kolín.

## Historie
První písemná zmínka o obci pochází z roku 1295.
V obci Podveky (přísl. Zalíbená, 462 obyvatel) byly v roce 1932 evidovány tyto živnosti a obchody: 2 hostince, kovář, krejčí, obuvník, 2 obchody se smíšeným zbožím, trafika, truhlář.

## Obyvatelstvo
| Rok            | 1869 | 1880 | 1890 | 1900 | 1910 | 1921 | 1930 | 1950 | 1961 | 1970 | 1980 | 1991 | 2001 | 2011 | 2021 |
| -------------- | ---- | ---- | ---- | ---- | ---- | ---- | ---- | ---- | ---- | ---- | ---- | ---- | ---- | ---- | ---- |
| Počet obyvatel | 791  | 780  | 765  | 798  | 711  | 699  | 561  | 426  | 378  | 343  | 279  | 260  | 213  | 210  | 215  |
| Počet domů     | 92   | 96   | 104  | 102  | 109  | 111  | 122  | 117  | 108  | 103  | 91   | 124  | 135  | 136  | 146  |

## Obecní správa

### Územněsprávní začlenění
Dějiny územněsprávního začleňování zahrnují období od roku 1850 do současnosti. V chronologickém přehledu je uvedena územně administrativní příslušnost obce (osady) v roce, kdy ke změně došlo:
- 1850 země česká, kraj Pardubice, politický okres Kolín, soudní okres Uhlířské Janovice[7]
- 1855 země česká, kraj Čáslav, soudní okres Uhlířské Janovice
- 1868 země česká, politický okres Kutná Hora, soudní okres Uhlířské Janovice
- 1939 země česká, Oberlandrat Kolín, politický okres Kutná Hora, soudní okres Uhlířské Janovice[8]
- 1942 země česká, Oberlandrat Praha, politický okres Kutná Hora, soudní okres Uhlířské Janovice[9]
- 1945 země česká, správní okres Kutná Hora, soudní okres Uhlířské Janovice[10]
- 1949 Pražský kraj, okres Kutná Hora[11]
- 1960 Středočeský kraj, okres Kutná Hora, obec Otryby[12]
- k 1. lednu 1993 Středočeský kraj, okres Kutná Hora[12]
- 2003 Středočeský kraj, obec s rozšířenou působností Kutná Hora

### Obecní symboly
Znak a vlajka byly obci uděleny rozhodnutím předsedy Poslanecké sněmovny Parlamentu České republiky dne 12. prosince 2008.

## Doprava
Dopravní síť
- Pozemní komunikace – Obcí prochází silnice II/111 Nechyba – Podveky – Český Šternberk – Bystřice.

- Železnice – Železniční trať ani stanice na území obce nejsou.

Veřejná doprava 2011
- Autobusová doprava – Obcí projížděly autobusové linky Uhlířské Janovice–Sázava-Rataje n.S.–Soběšín (v pracovních dnech 5 spojů) a Zruč nad Sázavou-Čestín-Kácov-Rataje nad Sázavou-Sázava (v pracovních dnech 1 spoj do Sázavy) (dopravce Veolia Transport Východní Čechy, a. s.). O víkendu byla obec bez dopravní obsluhy.

## Pamětihodnosti
- kostel svatého Havla
- kříž na návsi